# Trülku
Il termine in lingua tibetana trülku (སྤྲུལ་སྐུ་, sprul sku; anche nella resa anglosassone tulku), esprime, in quella lingua, quella dottrina buddhista Mahāyāna che in sanscrito viene indicata con il termine Nirmāṇakāya ("Corpo di Emanazione") ossia uno dei "Tre corpi del Buddha" (in sanscrito: Trikāya, in tibetano: སྐུ་གསུམ, sku gsum), segnatamente quello "fenomenico" con cui appare e predica, in un dato universo e in un determinato tempo, agli "esseri senzienti" (sanscrito: sattva; tibetano: སྐྱེ་དགུ, skye dgu).

## Descrizione
L'origine di questo corpo è il primo dei "Tre corpi del Buddha" ossia il Dharmakāya (sanscrito; tibetano: ཆོས་སྐུ, chos sku; "Corpo del Dharma"), mentre la sua causa è la compassione (sanscrito: karuṇā; tibetano: སྙིང་རྗེ, snying rje) nei confronti degli esseri senzienti.
Nel buddismo tibetano questo preciso significato del termine ha acquisito, per estensione, un ulteriore significato andando a indicare dei bla ma ("lama") incarnati i quali, tuttavia, non si ritengono sempre e necessariamente manifestazioni del "Corpo di Emanazione" del Buddha. 
Va precisato che in questo alveo dottrinale per "incarnazione" non si intende la credenza nella "trasmigrazione delle anime" propria di numerose dottrine hindū, quanto piuttosto il trasferimento della "mente di saggezza" di un grande maestro defunto.
In questa seconda e particolare accezione del termine tibetano, tale dottrina inerisce quindi alla nozione di "rinascita", ossia al "ciclo delle esistenze condizionate", indicate in sanscrito con il termine saṃsāra (in tibetano: འཁོར་བ་, khor ba). In tale contesto di dottrine e credenze, il sprul sku è quindi colui che, a differenza di tutti gli altri "esseri" e per i suoi meriti spirituali di bodhisattva, è in grado di decidere il destino della sua "mente di saggezza" una volta morto il corpo, scegliendo il luogo e il corpo in cui questa rinascerà nella vita successiva, lasciando, nel momento della sua morte, precise istruzioni, anche scritte, ai suoi discepoli affinché la rintraccino in un bambino da poco nato in modo da consentire a tale "mente" di continuare il suo insegnamento.
Tale dottrina appare nel buddismo tibetano a partire dall'XI/XII secolo con Dus gsum mkhyen pa (དུས་གསུམ་མཁྱེན་པ། Dusum Kyenpa, 1110–1193) primo karmapa (ཀར་མ་པ, o meglio རྒྱལ་དབང་ཀར་མ་པ, rgyal dbang kar ma pa) della tradizione Karma Kagyü, il quale, poco prima di morire, lasciò uno scritto con le indicazioni della propria rinascita. 
Già nel XV secolo tutte le scuole buddiste tibetane la utilizzarono per rintracciare i grandi maestri spirituali dei loro lignaggi.
I più noti sprul sku sono il Dalai Lama e il Panchen Lama della scuola Gelug e il Karmapa della scuola Karma Kagyü.
Spesso gli sprul sku sono appellati con il termine rin po che (རིན་པོ་ཆེ, rinpoche, "Quello prezioso") ma con questo appellativo possono essere indicati anche degli abati o dei grandi maestri che non sono tuttavia considerati anche dei lama incarnati.

## Approfondimento
La dottrina del sprul sku ha consentito al buddismo tibetano di trasmettere con grande autorità le proprie tradizioni e i propri insegnamenti generando, nei secoli, circa tremila linee di "incarnazioni" di "grandi maestri", anche se va tenuto conto che un singolo maestro può decidere di incarnarsi in più successori, in questo caso spesso tre, dove ogni singola incarnazione rappresenta rispettivamente la "mente", il "corpo" o l'"insegnamento" del bla ma da poco deceduto. Vi sono pochi lignaggi sprul sku che riguardano anche delle donne, in questo caso considerate grandi praticanti o insegnanti del Dharma.
La tradizione identifica tre generi di differenti sprul sku:
- mchog gi sprul sku (མཆོག་གི་སྤྲུལ་སྐུ, choki trülku; rende il sanscrito Uttamanirmāṇakāya, "Supremo Corpo di Emanazione", una delle forme del Nirmāṇakāya), che indica quel buddha, come il Buddha Śākyamuni che si manifesta nel mondo completo dei trentadue segni maggiori (sanscrito: dvātrimāśadvaralakṣaṇa, tibetano: མཚན་བཟང་པོ་སུམ་ཅུ་རྩ་གཉིས, mtshan bzang po sum cu rtsa gnyis) al fine di beneficare gli "esseri senzienti" liberandoli dagli kleśa (tibetano: ཉོན་མོངས, nyon mongs).
- skye ba’i sprul sku (སྐྱེ་བའི་སྤྲུལ་སྐུ, kyewe trülku, rende il sanscrito Janmanirmāṇakāya, "Corpo di Emanazione creato", una delle forme del Nirmāṇakāya), che indica l'aspetto di un buddha nella forma umana o animale o di divinità, ma anche di un oggetto inanimato (un ponte oppure un albero) sempre al fine di beneficare gli "esseri senzienti" liberandoli dagli kleśa. I lama incarnati sono inseriti in questa categoria.
- bzo bo sprul sku (བཟོ་བོ་སྤྲུལ་སྐུ་, sowo trülku, rende il sanscrito Śilpanirmāṇakāya, "Corpo di emanazione artistico", una delle forme del Nirmāṇakāya), che indica un artista, un artigiano o un'opera d'arte che con la sua bellezza incarna dei valori spirituali, provocando in questo modo la liberazione degli "esseri senzienti" dagli kleśa.

Nel caso di un skye ba’i sprul sku, quindi nell'aspetto di un bla ma incarnato, non di rado accade che il maestro precedente, anch'egli quindi uno sprul sku, lasci delle indicazioni per poter riconoscere, dopo la sua dipartita, la sua rinascita in un nuovo corpo. Pochi anni dopo la morte di questi, i suoi più stretti discepoli iniziano le ricerche che possono risultare impegnative e richiedere anche l'impiego della divinazione. 
Quando sono più bambini ad essere considerati dei candidati possibili, vengono eseguite delle verifiche per mezzo, ad esempio, del riconoscimento di oggetti appartenuti al precedente sprul sku. 
Superate tutte le prove, il bambino lascerà la famiglia di origine venendo accolto nello stesso monastero già guidato dal suo predecessore. Attentamente educato e formato, quando il nuovo sprul sku manifesterà gli insegnamenti e la saggezza del predecessore, allora gli sarà lasciata la guida dell'istituzione. 
I sprul sku così formati, e manifestati, possono lasciare l'abito monastico e sposarsi divenendo degli yogin, in questo caso continueranno comunque a guidare il monastero.